# 正木不如丘
正木 不如丘（まさき ふじょきゅう、1887年2月26日 - 1962年7月30日）は、日本の作家・医師。本名・俊二（不如丘は俳号または筆名）。医学博士。結核専門の高原サナトリウム富士見高原療養所初代院長として知られる。

## 生涯
長野県上水内郡長野村（現長野市）に旧上田藩士・正木直太郎の次男として生まれる。父は長野県師範学校、埼玉県師範学校 香川県師範学校の各校長を歴任。母は旧岩村田藩士の娘。小学校時代に派遣教員の島木赤彦より俳句の影響を受け、その後文筆にも親しむ。
埼玉県師範学校附属小学校、旧制獨逸学協会中学、第一高等学校を経て、1913年東京帝国大学医学部卒、恩賜の銀時計を賜る。福島市の福島共立病院副院長を経て、1920年パリのパスツール研究所に学ぶ。帰国後慶應義塾大学医学部助教授として血液学を講じる。1925年慶大医学博士。1927年（昭和2年）東京帝国大学医学博士の学位取得。
医師としての生活の傍ら小説や随筆などが人気を博し、1923年宮田重雄、椿八郎らと同人誌『脈』を出す。大正末年より探偵小説を書く。1926年より富士見高原療養所（現・JA長野厚生連富士見高原病院）初代院長となり、経済的に困窮する病院経営を筆で支えることもあった。1946年医師を引退、1948年創作の筆を絶つ。

## 著書
- 診療簿余白 春陽堂 1923：信濃毎日新聞の懸賞小説に入選。以降、朝日新聞に連載。
- 木賊の秋 春陽堂 1923
- 法医学教室 春陽堂 1923
- 三太郎 春陽堂 1923
- とかげの尾 春陽堂 1924
- 家庭医学読本 聚芳閣 1925
- 詭弁勘弁 春陽堂 1925
- 特志解剖 春陽堂 1925
- 嵐 春陽堂 1925
- 学用患者の手記 文芸春秋出版部 1926
- 家庭治療読本 聚芳閣 1926
- 王手飛車取り 春陽堂 1926
- 吹雪心中 文芸春秋社出版部 1926
- 髑髏の思ひ出 文藝春秋社出版部 1926.6
- 小説漠留比涅 春陽堂 1926.8
- 身体と食物 アルス 1927 (日本児童文庫)
- 家庭医学と治療の実際 至玄社 1927
- 湖心の恋 至玄社 1927
- 桜さく国 春陽堂 1928
- 子供生理衛生物語 興文社 1928 (小学生全集)
- 日光療法 至玄社 1928
- ゆがめた顔 現代ユウモア全集刊行会 1929
- 処女性の本態 至玄社 1929
- いろいろの健康法 帝国教育会出版部 1929 (現代生活叢書)
- 診療室壁画 弘学館書店 1930
- 綜合日光療法 三光書院 1930
- 女ごゝろ 春陽堂 1931
- 結婚改造 現代生活叢書 東京堂 1931
- 家庭の医学と治療法 栗田書店 1932
- 診療簿余白 第2 四条書房 1932
- 生死無限 四条書房 1933
- 療養三百六十五日 正木俊二 実業之日本社 1936
- 野口英世 人類の恩人 新潮社 1936.6 (新傳記叢書)
- 処女地帯 中央公論社 1938
- 診療簿より 中央公論社 1938
- 高原療養所 大日本雄弁会講談社 1942
- 抗病教室 春陽堂 1942
- 世界を開く科學者 大日本雄辯會講談社 1942.9
- 勤労と健康の書 長尾出版報国会 1943
- 高原・釣 民生書院 1946 「釣十二ケ月」民生書院
- 海抜 右文社 1947
- 小さな医学者 妙義出版 1949
- じょうぶなからだ 筑摩書房 1953 (小学生全集)
- 思われ人 結核医の手記 春陽堂書店 1954
- 花の開落 朝日新聞社 1957
- 正木不如丘作品集 第4巻 富士見出版社 1959
- 正木不如丘作品集 全7巻 正木不如丘作品集刊行会 1967

## 翻訳
- 洒落の精神分析 フロイド精神分析大系 アルス 1930

## 参考
- 日本近代文学大事典